# (1375) Alfreda
 Alfreda és l'asteroide número 1375. Va ser descobert per l'astrònom Eugène Joseph Delporte des de l'observatori d'Uccle (Bèlgica), el 22 d'octubre de 1935. La seva designació provisional era 1935 UB.